# Горки (Слуцкий район)
Го́рки (бел. Горкі) — деревня в Слуцком районе Минской области Беларуси. Относится к Беличскому сельсовету. Деревня Горки находится в 11 километрах юго-западнее Слуцка.

## История
В начале XX века поместье, 1 двор, 7 жителей. На 1 января 1998 года 72 двора, 126 жителей.
На расстоянии 1 км севернее деревни Горки находится памятник археологии — могильный курган, 19 насыпей, который в 1979 году открыл и исследовал Георгий Михайлович Залашко.

## Известные уроженцы
- Адерихо, Владимир Степанович (1937) — белорусский ученый, лауреат Государственной премии БССР в области науки[2].